# Mara Minjoli

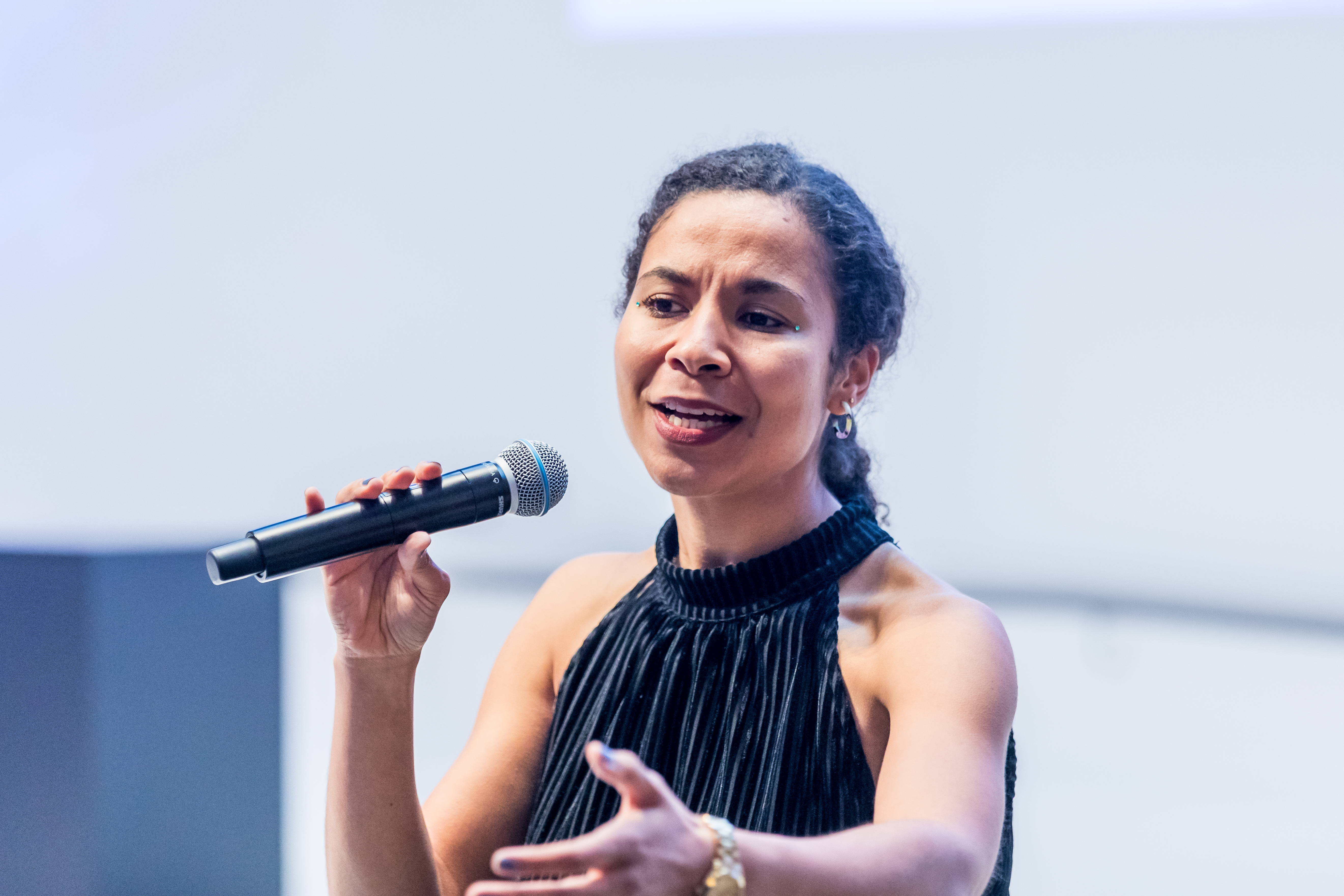
Mara Minjoli, 2024

Mara Minjoli (* 22. Februar 1987 in Bochum) ist eine deutsche Sängerin und Songwriterin mit kamerunischen Wurzeln, die Popjazz, Soul und Gospel singt.

## Leben und Wirken
Minjoli ist seit 2004 als Solistin und Dozentin im Gospelprojekt Ruhr tätig. 2007 begann sie ihr Jazzstudium an der Folkwang Universität der Künste bei Romy Camerun. 2009 gründete sie ihre Band, mit der sie 2013 das Album Picture vorlegte. Dann lebte und studierte sie in Amsterdam und arbeitete mit dem von ihr gegründeten kollaborativen Quintett Metromara.
Minjoli konzertierte mit unterschiedlichen Formationen vor allem in Deutschland, den Niederlanden und Brasilien. So tritt sie mit dem ErdQuintett auf, das neben Michael Erdmenger am Saxophon aus Matthias Bergmann, Martin Theurer, Caspar van Meel am Kontrabass und Bernd Gremm am Schlagzeug besteht. Mit dem Gitarristen João Luís sowie André Cayres, Thomas Hufschmidt und Bodek Janke präsentierte sie 2018 zudem ihre Version des Albums Os Afro Sambas von Baden Powell und Vinicius de Moraes.
Minjoli gewann 2010 mit ihrer Band den Folkwangpreis in der Kategorie Jazz.

## Diskographische Hinweise
- Pictures (Heyband 2013)
- Pol Belardi’s Urban Voyage (Unit Records 2016)
- Metromara Self-Portrait in Twelve Colors (Double Moon Records 2016, mit Oliver Emmitt, Constantin Krahmer, Jerôme Klein, Pol Belardi, Pit Dahm)[3]
- Trio Indigo featuring Mara Minjoli Remember Ray Charles (2017, mit Martin Scholz, Michael Kehraus und André Spajic)[4]